# Psalisodes concolora
Psalisodes concolora är en fjärilsart som beskrevs av George Thomas Bethune-Baker 1909. Psalisodes concolora ingår i släktet Psalisodes och familjen tandspinnare. Inga underarter finns listade i Catalogue of Life.